# Monitores (DC Comics)
Os Monitores é um grupo fictício dos quadrinhos da DC Comics. Eles foram baseados no personagem Monitor que foi criado por Marv Wolfman e George Pérez para ser um dos principais artífices da mega-série Crise nas Infinitas Terras.  A característica do grupo é a de ser o vigilante de todos os aspectos do Multiverso do Universo DC, passado e presente. Eles procuram prevenir cruzamentos entre os diferentes universos pararelos, o que era comum antes da Crise. Os Monitores fizeram sua estreia na série Brave New World (Admirável Mundo Novo).

## Origens ficcionais
Um Monitor apareceu encoberto na capa de DCU: Brave New World Special; em algumas páginas, o satélite dos Monitores é visto sobre a Nova Terra. Na última página da história, cinco Monitores se revelam, bem como o nome do grupo: Os Monitores. Um dos cinco possui aparência diferente dos outros, lembrando o Anti-Monitor. Esse Monitor depois aparece em Supergirl. Na revista Ion #9, os Monitores são mostrados como uma sociedade de vários diferentes Monitores. São 52 no total, um para cada novo universo que foi criado. Em Countdown to Final Crisis #48, foi mostrado que os Monitores se diferenciam entre si. Além do que se veste como o Anti-Monitor, existe um humanóide com o aspecto de girafa, sugerindo ser ele do universo moderno equivalente a antiga Terra-26, o planeta do Capitão Cenoura.
Quando a torre de Alexander Luthor usada para recriar o Multiverso original foi destruída durante os eventos da Crise Infinita, uma "semente de programação" foi ativada para criar Monitores, um para cada um dos 52 universos do novo Multiverso que nascia naquele momento.. Como o Multiverso possuía 52 planetas Terra idênticos, os Monitores deveriam ser também iguais. Contudo, conforme os eventos mostrados em 52, os Monitores começaram a evoluir de formas diferentes..
Após a Crise Final, a origem dos Monitores foi revisada e tomou uma nova forma: no começo, uma gigantesca e vasta inteligência chamada Monitor, conhecida em alguns lugares como "Overmonitor" ou "Overvoid", descobriu um "sangramento" no Multiverso. Perturbada, a entidade enviou uma sonda na forma do "Monitor" de Crise das Infinitas Terras que se alimentou do caos da Crise Infinita; oprimido com a ideia de uma "história", o Monitor chamou de volta a sonda e selou o sangramento através da máquina que criou chamada Máquina do Multiverso. Mas ao contemplar a máquina funcionando (além do fato estabelecido de estar ligado à matéria positiva), resultou na geração do Mundo de Nil, habitado por seres vampirescos.

### Aparições dos Monitores
- Na série Countdown to Final Crisis, 2007-2008.
- Em History of the DCU (52) #11; Julho de 2006), um dos Monitores enfrenta Donna Troy e informa que ela deveria ter morrido na Crise. Jade, uma participante da equipe de heróis recrutadas por Donna para operar no espaço profundo, foi morta em Crise Infinita no seu lugar.
- Em Nightwing #125, um Monitor fala com Dick Grayson, dizendo que ele era para ser morto, mas os fatos foram reparados.
- Um Monitor faz uma pequena participação "The Secret Origin of Nightwing", em 52 #25.
- Em Ion #6-9, um Monitor aparece para Kyle Rayner e na última revista diz que para que o universo sobreviva, Kyle Rayner deveria ser eliminado.
- In Ion #10, o Monarca (Nathaniel Adam) informa das atividades nos Monitores na região do "Sangramento".
- In Ion #11, Kyle Rayner e Donna Troy se unem contra uma intervenção planejada dos Monitores.
- Em World War III #4: Os Monitores aparecem no final.
- Em Supergirl #18, um dos 52 Monitores pára Anjo Negro, que é revelada como um agente do grupo para anomalias na Nova Terra.